# Avon Rubber
Pour les articles homonymes, voir Avon.
Avon Rubber est une entreprise britannique fondée en 1885 spécialisée dans la fabrication de produit de haute technologie à base de caoutchouc. Elle a employé environ 800 personnes.
En 1890, l'entreprise avait été transférée dans des locaux à Melksham et s'appelait The Avon India Rubber Company Limited. Les produits à cette époque comprenaient des pneus pleins, des bandes transporteuses et des composants pour les chemins de fer.
En 1900, des pneumatiques pour vélos étaient produits et en 1906, les premiers pneus de voiture étaient commercialisés sous la marque Avon.
La société a acquis Sirdar Rubber Works à Greenland Mill à Bradford on Avon en 1915 puis est introduite à la Bourse de Londres en 1933. Elle a acquis la société rivale de George Spencer, Moulton & Co. en 1956. Le nom de l'entreprise a été raccourci en Avon Rubber en 1963.
Pendant de nombreuses années, Avon Rubber a également produit des combinaisons de plongée étanches à entrée arrière à usage militaire. L'entreprise fabriquait également des bottes Wellington sous la marque « Stonehenge » à une époque où ces chaussures étaient fabriquées par des procédés de calandrage ou de trempage.
La production a commencé sur une gamme de bateaux pneumatiques en 1959. En 1994, l' entreprise maritime Avon Gonflables, basée à Llanelli, a été scindée et vendue; elle est ensuite devenue une division de Zodiac Marine en France.
L’entreprise se sépare progressivement de certaines de ses activités et se concentre alors sur certains corps de métiers plus spécifiques notamment celui de la protection individuelle en milieux hostiles avec risques CRBN pour les forces de polices et armées. Elle vend alors sa division Avon Tyres qui est rachetée par Cooper en 1997, entreprise américaine elle-même rachetée par Goodyear en 2021.
L’entité subsistante est alors nommée Avon Protection plc. Ce nouvel ensemble emploie plus de 900 personnes en 2024.

## Pneumatiques Avon Tyres
Dans les années 1950, puis en 1981 et 1982, la division Avon Tyres a fourni des pneumatiques pour quelques écuries de Formule 1. De 1982 à 2009, Avon Tyres était le fournisseur exclusif de pneumatiques du championnat de Grande-Bretagne de Formule 3.
En 1997, Avon Tyres est vendu à la firme américaine Cooper Tire & Rubber Company qui reprend la marque.
En février 2021, Goodyear annonce l'acquisition de Cooper Tire & Rubber pour 2,8 milliards de dollars, Avon Tyres devenant donc une filiale de Goodyear. La fusion est finalisée en juin 2021, et Goodyear approuve alors un plan visant à rationaliser sa structure administrative mondiale au deuxième trimestre 2022.
Fin 2023, le site de production historique d’Avon Tyres situé à Melksham est fermé pour cause de délocalisation,,,. Il ne subsistait sur ce site que la production de pneus de sport automobile et de moto, ainsi que le siège européen et le centre technique de l'entreprise. En effet depuis 2018, la production de pneus de voitures et SUVs avait déjà été délocalisée en Europe continentale notamment en Serbie.
Ce site historique était entré en activité au tout début du siècle dernier et avait accompagné l'essor rapide de l'entreprise durant les années 1950 et 1960 jusqu'à atteindre une production annuelle d'un million et demi de pneus motos et automobiles.

### Pubs Avon Tyres

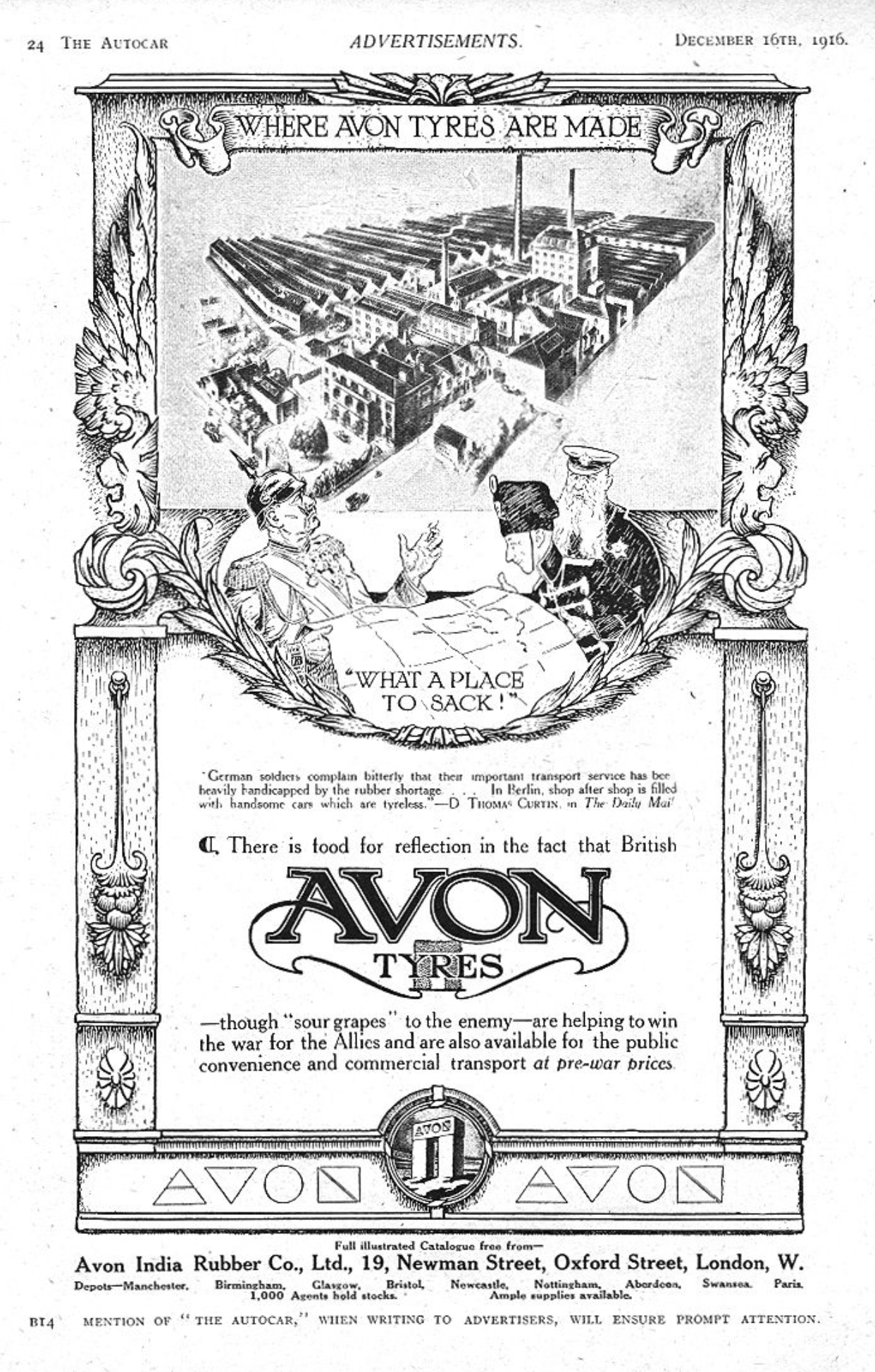
Pub Avon de 1916, l’ennemi Allemand est caricaturé
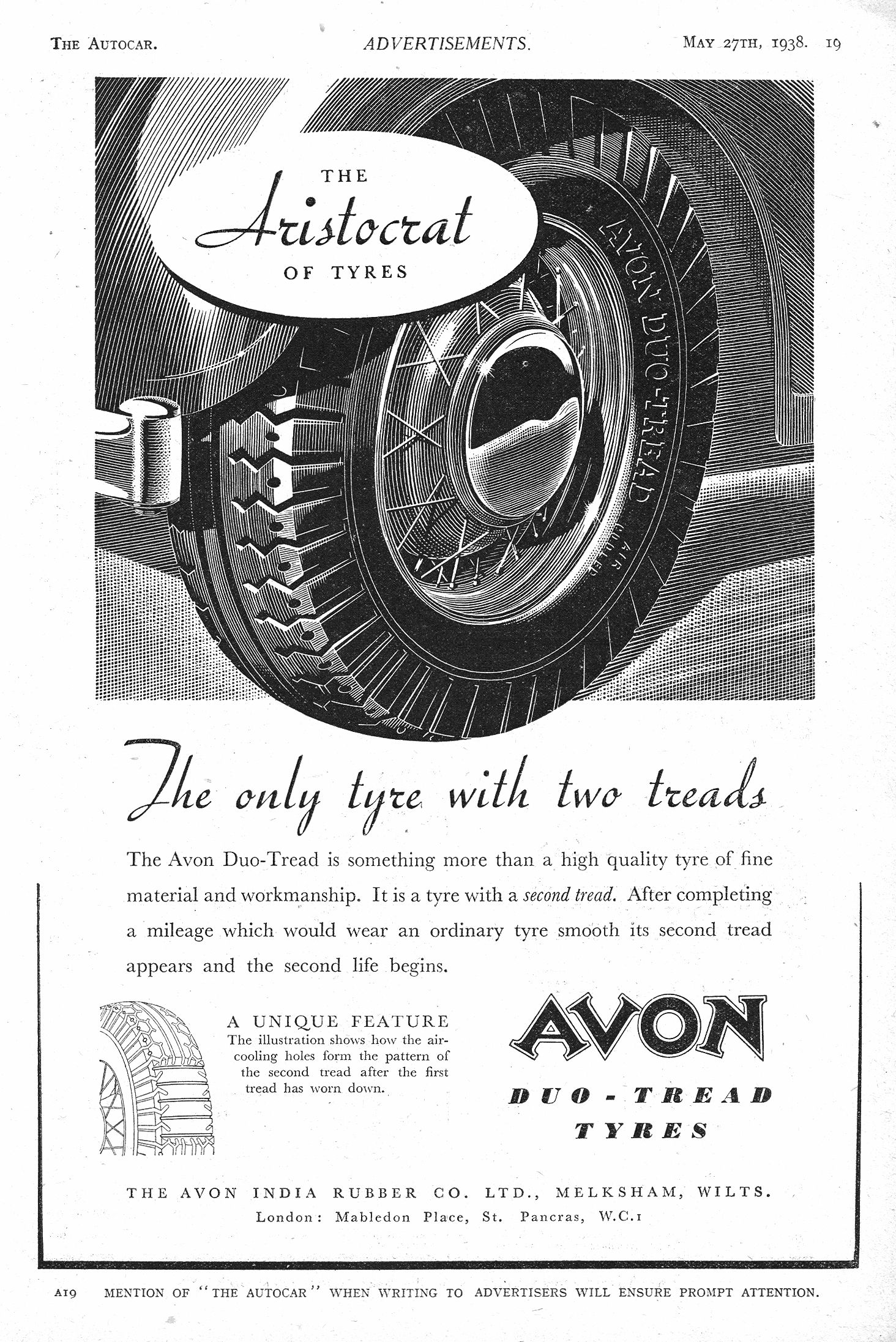
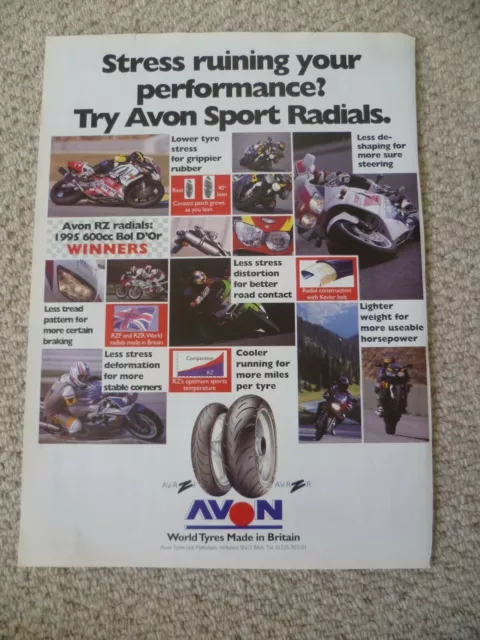